# Lino Patruno
Lino Patruno, all'anagrafe Michele Patruno (Crotone, 27 ottobre 1935), è un cabarettista e musicista italiano, cofondatore del gruppo musicale I Gufi. Le sue esperienze vanno da quelle jazzistiche in concerto, in sala di registrazione, in TV a quelle di attore di cabaret, di teatro e di cinema; da organizzatore di festival del jazz a presentatore e regista televisivo.

## Biografia
Nato a Crotone, in Calabria, si trasferì in giovane età prima a Torino, poi a Milano, dove inizia ad esibirsi nel 1954, fondando alcune band di jazz tradizionale (genere di cui sarà tra i divulgatori in Italia) - tra le quali la Riverside Jazz Band. Successivamente passa nella Milan College Jazz Society.
Nel 1964, assieme a Nanni Svampa, Roberto Brivio e Gianni Magni, dà vita ai Gufi.
Scioltosi il gruppo nel 1969, assieme a Nanni Svampa e Franca Mazzola continua l’attività teatrale e cabarettistica. Per la Rai realizza alcune serie televisive di successo (La mia morosa cara, Addio tabarin, Un giorno dopo l’altro, Una bella domenica di settembre...) e si dedica all'incisione di dischi jazz. Nel 1977 prende parte alla trasmissione televisiva Portobello condotta da Enzo Tortora su Rai 2.
Nel 1997 scrive la musica del film Ti amo Maria di Carlo delle Piane.
Successivamente, trasferitosi a Roma, fonda il Lino Patruno Jazz Show con il quale si esibisce regolarmente nei locali capitolini e nei festival del jazz in Italia.
Nel 1992 si candida alla Camera dei deputati (Italia) con la Lista Marco Pannella nella circoscrizione di Roma-Viterbo-Latina-Frosinone, senza essere eletto.
Nel 2009 scrive il libro Quando Il Jazz aveva swing edito da Editoriale Pantheon, Roma.
Dal 2018 i componenti della band in centro-sud Italia, attualmente, sono:
- Gianluca Galvani, cornetta
- Michael Supnick, trombone e voce;
- Raffaele Gaizo, clarinetto;
- Silvia Manco, pianoforte;
- Guido Giacomini, contrabbasso;
- Riccardo Colasante, Batteria.

Con Pupi Avati ha scritto il soggetto e la sceneggiatura del film Bix che rappresentò l'Italia al Festival di Cannes nel 1991.
Fra i festival internazionali delle Nazioni Unite cui Patruno ha preso parte ricordiamo quello di Sanremo nel 1963, quello di Nizza nel 1976 e 1977, quello di Breda (Paesi Bassi) nel 1978, quelli di Pompei, di Palermo, di Lugano, di Lucerna, di Berna, di Sargans, di Düsseldorf, di Varadero (Cuba), tutti negli anni ottanta, quello di Davenport (Iowa, USA), quello di Libertyville (Chicago) negli anni novanta, quelli di Ascona (1998-2003).
Incide per la Jazzology, la prestigiosa casa discografica con sede a New Orleans. Nei CD che ha realizzato negli ultimi anni ha inciso con alcuni grandi nomi del jazz classico odierno: Randy Reinhardt, Ed Polcer, Randy Sandke, Jon-Erik Kellso, Tom Pletcher, Dan Barrett, Bob Havens, Allan Vache, Evan Christopher, Jim Galloway, Mark Shane, Howard Alden, Bucky Pizzarelli, Frank Vignola, Marty Grosz, Andy Stein, Frank Tate, Ed Metz Jr, Joe Ascione, Vince Giordano, David Sager, Rebecca Kilgore.
In Italia, ha collaborato e collabora con: Carlo Bagnoli, Paolo Tomelleri, Emilio Soana, Luciano Invernizzi, Rudy Migliardi, Duccio Castelli, Claudio Perelli.
Nel 2009 partecipa al programma MilleVoci di Gianni Turco con l'orchestra "The Hot Stompers". Nel 2010 è accanto ad Arisa nell'esecuzione di Malamorenò in una puntata del 60º Festival di Sanremo. Nel 2021 scrive la prefazione al romanzo Gli effimeri del crocevia, del giornalista e scrittore Emiliano D'Alessandro.
Lino Patruno vive a Roma.

## Discografia

### Album
- 20 marzo 1966 - Milano - Lino Patruno & His Dixieland Band with Albert Nicholas
- 1974 Joe Venuti in Milan with Lino Patruno & His Friends, Dischi Ricordi 74321 54484-2
- 1976 Lino Patruno & His Jazz Friends, Featuring: Wild Bill Davison/Bill Coleman/Bud Freeman/Ralph Sutton/Oscar Klein/Milan College Jazz Society, Ricordi Orizzonte LOCD 74321 365932
- 1981 Lino Patruno & His American Friends, Featuring Wingy Manone/Bud Freeman/Jimmy McPartland/Dick Cary/Teddy Wilson/Eddie Miller/Billy Butterfield, Carosello 300 556(2CD)
- 1980 Lino Patruno & His Portobello Jazz Band (Up, LPUP 5296)
- 1982 Remembering Bix, Lino Patruno & his Bix Sound, Carosello 300 555-2
- 1983 Big Four & Jazz For Two, Lino Patruno & Oscar Klein, Lino Patruno Jazz Show LPJSCD-01
- 1983 Spiegle Willcox Rides Again, With Lino Patruno & Oscar Klein Jazz Band, Hitland HG 013
- 1985 Echoes of Harlem, Lino Patruno & the European Jazz Stars. Featuring: Peter Schilperoort/OscarKlein/Roy Crimmins/Bruno Longhi/HenryChaix/Isla Eckinger/Gregor Beck, Hitland HD 014
- 1990 Hello Satch!, Lino Patruno, Romano Mussolini. Featuring: Carlo Loffredo and the Jazz Stars of Italy, Duck Record/Platinum PLCD 043
- 1991 Bix, Original Motion Picture Soundtrack, Bob Wilber & Lino Patruno. Featuring: Kenny Davern/Tom Pletcher/David Sager/Keith Nichols/Vince Giordano/Andy Stein/Walter Ganda/Fabrizio Cattaneo/Alberto Corvini, RCA Italiana PD 74766
- 1993 Live in San Marino, Lino Patruno & the Jazz Stars of Italy, Carosello 300 566-2
- 1997 Amapola, Lino Patruno Jazz Show, Fonit Cetra CDM 5000
- 1998
  - Bix & All That Jazz, Lino Patruno & The Red Pellini Gang, Lino Patruno Jazz Show LPJSCD-02
  - Live at San Marino Jazz Festival, Oscar Klein & Lino Patruno European Jazz Stars. Featuring: Egelbert Wrobel/Alexander Katz/Dana Gillespie/Bob Barton/GregorBeck/ Jan Jankeje, Jazz Point CD jp 1052
- 1994 What's New?, Lino Patruno in Chicago & with Bob Haggart in Milan, Hitland HG 015
- 2003 Tthe Magic Sound of Joe Venuti & Eddie Lang, Lino Patruno & his Blue Four, Duck Record/Platinum PLCD 066
- 1999 Remembering Spiegle, Lino Patruno & The Red Pellini Gang. Featuring: Spiegle Willcox/Dan Barrett/Tom Baker, Lino Patruno Jazz Show LPJSCD-03
- 2000 Live at New Orleans Jazz Ascona, Ed Polcer All Stars. Featuring: Bob Havens/Allan Vachè/Jim Galloway/Lino Patruno, Duck Record/Platinum PLCD 065
- 2001
  - Relaxin' at New Orleans Café, Lino Patruno &The Red Pellini Gang, Duck Record/Platinum PLCD 064
  - Jammin' for Condon's, Lino Patruno &his All Stars. Featuring: Ed Polcer/Tom Barrett/Tom Baker/Michael Supnick/Evan Christopher/Jim Galloway/Giampaolo Biagi/Rebecca Kilgore With Luca Velotti/Red Pellini/Rossano Sportiello/Guido Giacomini, Jazzology(USA) JCD-400
- 2002 Lino Patruno presents Stringin' the Blues – A Tribute to Eddie Lang. Featuring: Bucky Pizzarelli/Frank Vignola/Howard Alden/Al Viola/Marty Grosz With Andy Stein/Mark Shane/Frank Tate/Joe Ascione/Michele Ariodante/Guido Giacomini/Clive Riche, Jazzology(USA) JCD-329
- 2003 Lino Patruno presents A Tribute to Bix Beiderbecke. Featuring: Bob Wilber/Kenny Davern/Howard Alden/Randy Sandke/Jon-Erik Kellso/Tom Pletcher/Randy Reinhart/Andy Stein/David Sager/Joel Forbes/Ed Metz Jr. With Keith Nichols/Frans Siostrom/Walter Ganda/Michael Supnick/Clive Riche/Civica Jazz Band dir. by Enrico Intra, Jazzology(USA) JCD-334
- 2004 Celebrating 50 Years in jazz, Lino Patruno Jazz Show & his Blue Four, Jazz Me Blues JMBCD-01
- 2006 Forever Blues, Lino Patruno Jazz Show Live. Featuring: Kenny Davern and Minnie Minoprio, Jazz Me Blues JMBCD-02
- 2006
  - Ricordando Romano Mussolini, Casa del Jazz-Instant
  - Hot Stompers Meet Lino Patruno, Hot Stompers HS 0106
- 2008 It had to be you – Lino Patruno & The American All Stars. Featuring: Randy Reinhart/Dan Barrett/Allan Vachè/Mark Shane/Guido Giacomini/Ed Metz Jr./Rebecca Kilgore, Jazzology(USA) JCD-369

### DVD

#### Colonne sonore
- 1991 Bix - Un'ipotesi leggendaria, Aegida (It) DK60920
- 2005 Forever Blues di e con Franco Nero, Moviemax (It) MHE 20858

#### Altro
- 2005 Lino Patruno Jazz Show Live In Rome, Blue River(It) BRDVD-01
- 2008 La grande storia del jazz, L'Espresso (It)(N.1/2/3)

## Colonne sonore e sonorizzazioni (in CD)
- Old America, Lino Patruno & His Ragtime Band, Rai Trade RT CD 148
- Belle Epoque, Lino Patruno Variety Orchestra, Rai Trade RT CD 149
- Napoli e la Campania nel costume, nella storia, nell'arte, Musiche composte e dirette da Lino Patruno, Fonit Cetra CDFC 4033

(Jazz Dreams) Published by (Sifare Edizioni Musicali), prodotto da (Francesco Digilio)

## Filmografia
- N come negrieri, regia di Alberto Cavallone - conosciuto anche col titolo Lontano dagli occhi (1964)
- Homo Eroticus, regia di Marco Vicario (1971)
- Lo chiameremo Andrea, regia di Vittorio De Sica (1972)
- Amarcord, non accreditato, regia di Federico Fellini (1973)
- Mussolini ultimo atto, regia di Carlo Lizzani (1974)
- Delitto a Porta Romana, regia di Bruno Corbucci (1980)
- Quando ancora non c'erano i Beatles, regia di Marcello Aliprandi – miniserie TV (1988)
- Prova di memoria, regia di Marcello Aliprandi (1992)
- Il burattinaio, regia di Ninì Grassia (1994)
- Ti amo Maria, regia di Carlo delle Piane (1997)
- Forever Blues, regia di Franco Nero (2005)

## Teatro
- L'apparenza inganna Regia di Nora Venturini con Neri Marcorè (Musiche)
- L'arca del Naviglio Regia Italo Alfaro con Angelo Corti e Marise Flash (Musicista)
- California suite di Neil Simon - Regia Nora Venturini con Lunetta Savino e Neri Marcorè (Musiche)
- Capitan Fracassa Regia Augusto Zucchi con Giancarlo Zanetti (Attore)
- Come sei bella Carlotta! Regia Franco Molè con Laura Trochel (Musiche)
- Crimini del cuore Regia Nanni Loy con G. De Sio, P.Villoresi, E.Pozzi (Musiche
- Il Dalai Lama del Mao di Luigi Lunari - Regia C. Colombo con Piero Mazzarella (Musiche)
- Disposto a tutto di Enrico Vaime con Maurizio Micheli (Musiche)
- È tornato il Barbapedanna con Nanni Svampa, Franca Mazzola e i Gatti di Vicolo Miracoli (Attore, musiche)
- Garibaldi amore mio di e con Maurizio Micheli
- In America lo fanno da anni di Enrico Vaime con Maurizio Micheli (Musiche)
- La lunga notte buia con Vittorio Franceschi e Liù Bosisio (Musicista)
- La maschera e il volto di Luigi Chiarelli con Lando Buzzanca e Caterina Costantini (Musiche)
- Milano canta con I Gufi (Attore, musiche)
- Mi voleva Strehler di Umberto Simonetta con Maurizio Micheli (Musiche)
- Non so, non ho visto, se c'ero dormivo di Luigi Lunari con I Gufi (Attore, musiche)
- Non spingete, scappiamo anche noi di Luigi Lunari con I Gufi (Attore, musiche)
- Pallottole su Broadway di Woody Allen - Comp. G.Pambieri - L.Tanzi (Musiche)
- Patampa con Nanni Svampa e Franca Mazzola (Attore, musiche)
- Pellegrin che vai a Roma di Michele L.Straniero con Nanni Svampa (Attore, musiche)
- Il ratto di Proserpina di Rosso di San Secondo con P. Bonacelli e R. Maggio (Musicista)
- Realpolitik di Umberto Simonetta. Regia Arturo Corso con Paola Penni (Musiche)
- Ricominciamo da Capo… Cabana di Bruno Corbucci (Attore)
- Romolo il grande di Friedrich Dürrenmatt - Regia di Roberto Guicciadini, con Mariano Rigillo (Musiche)
- La signora in blues di P.P.Palladino - Regia B. Maccallini con C. Aubry e i Baraonna (Attore, Musicista)
- La strana coppia di Neil Simon, Regia P. Gastaldi con C. Costantini (Musiche)
- Ti amo Maria di Giuseppe Manfridi con Carlo Delle Piane, Anna Bonaiuto (Musiche)
- Il teatrino dei Gufi (Attore, musiche)
- Teatrino 2 con I Gufi (Attore, musiche)
- Il topo rode le sillabe di e con Andrea Camilleri e con Paila Pavese, Regia Maria Luisa Bigai (Attore)
- L'ultimo degli amanti focosi di Neil Simon- Regia Nanni Loy con M.Micheli (Musiche)
- L'uomo e la tromba di Marc Connelly con Roberto Villa, Adriana Innocenti (Musicista)
- Usa di John Dos Passos (Musiche)

## Programmi televisivi
- Addio tabarin, regia Vito Molinari con Nanni Svampa e Franca Mazzola (coautore, attore, cantante)
- A tutto jazz, (30 puntate) Network Cinquestelle (conduttore)
- Una bella domenica di settembre a Gavirago al Lambro, (Scenegg.) di Luigi Lunari, regia di Vito Molinari, con Nanni Svampa, Katia Svizzero (attore)
- Blue moon, (40 puntate) per il Network di Antenna Nord (ex Italia1) (Conduttore)
- Camilla, (4 puntate) Regia di Sandro Bolchi con Giulietta Masina (sigle finali)
- La Campania, (8 puntate) Dipartimento Scuola Educazione (colonna Sonora)
- Il cappello sulle 23, RAI2 (conduttore, musicista)
- Chaplin story, (13 punt. RAI) Sonorizz. di 59 shorts di Charlie Chaplin (colonna sonora)
- Chewingum show, regia di G.Nicotra con Maurizio Micheli (Musicista)
- Le cinque giornate di Milano, regia di L. Castellani con Fosco Giachetti (musicista)
- La domenica è un'altra cosa, (Varietà RAI) di Marcello Marchesi (attore, cantante)
- Extrajazz, (RAI SAT EXTRA) Regia di Silvia Lazzarini (15 puntate) (conduttore, autore)
- Fatty George TV Show, Vienna (Austria)
- Un giorno dopo l'altro, con Nanni Svampa e Franca Mazzola, (coautore, attore, Cantante)
- Jazz, (10 puntate) per San Marino RTV, (conduttore)
- Jazz incontro alla gente, Registrazioni dal Festival del Jazz di San Marino (1993/99)
- Jazz me blues, (RAI DOC - Digitale Terrestre), (autore, conduttore, regista)
- Jazz on sat, (RAI SAT ALBUM) Regia Francesca Vicario (26 puntate), (conduttore, autore)
- Lino Patruno ricorda, (12 monografie musicisti di jazz) TSI (autore, conduttore, musicista)
- Lulù, Regia di Sandro Bolchi con Mariangela Melato, (cantante, musicista)
- Meglio gufi che mai, (40 puntate) Antenna 3 Lombardia (autore, Conduttore, musicista)
- Nel mondo di Alice, (Scenegg.) regia di Guido Stagnaro con Milena Vukotic, (attore)
- Il mio bar, RAI, regia Maurizio Corgnati (attore, cantante)
- La mia morosa cara, con Nanni Svampa e Franco Mazzola, (coautore, attore, musicista)
- L'occhio sulla musica, RAI3, (conduttore)
- Portobello, con Enzo Tortora (4 anni di trasmissioni) (Musicista)
- Ricordo di Ernest Hemingway, con Fernanda Pivano e Carlo delle Piane, (colonna sonora)
- Il signore di mezza età, di Marcello Marchesi, (musicista)
- La storia d'Italia del 20º secolo, Istituto Luce, Regia Folco Quilici, (colonna sonora)
- Studio 1, con I Gufi, con Lelio Luttazzi e Sandra Milo, (attore, musicista)
- Il teatrino dei gufi, (attore, musicista)
- Tandem, (60 puntate) RAI2 con Fabrizio Frizzi, (conduttore, musicista)
- Lo zoo di vetro, (Scenegg.) di T.Williams con Lea Padovani, Lino Capolicchio, (colonna sonora)

## Radio (serie radiofoniche)
- La coppa del jazz - RAI Roma - Targa "Angelo Nizza" con la "Riverside Jazz Band"
- Radio program WGN - Chicago (USA)
- Accademia Lumiere - RAI - Per il Centenario del Cinema - con Gianluca Guidi e Antonella Fattori
- Off Jockey - RAI - con Nanni Svampa e Franca Mazzola
- A ruota libera - RAI con Nanni Svampa e Franca Mazzola
- Jazz records story - RAI
- I gialli dello zio Filippo – RAI
- Radio 2 film presenta - RAI - con Maurizio Micheli e Tina Lattanzi
- Tenera è la notte - RAI - con Ugo Cameroni